# 77丁目駅 (IRTレキシントン・アベニュー線)
77丁目駅（77ちょうめえき、英: 77th Street）はマンハッタン区アッパー・イースト・サイドのレキシントン・アベニューと77丁目の交差点にあるニューヨーク市地下鉄IRTレキシントン・アベニュー線の駅である。4系統が深夜のみ、6系統が終日、<6>系統が平日20時45分迄の混雑方向に停車する。

## 駅構造
| G  | 地上階                         | 出入口 |
| B1 | 相対式ホーム、右側の扉が開く。 | 相対式ホーム、右側の扉が開く。 |
| B1 | 北行緩行線                     | ← 深夜帯：ウッドローン駅行き（86丁目駅） ← 平日午後：パークチェスター駅行き（86丁目駅） ← 平日午後以外：ペラム・ベイ・パーク駅行き（86丁目駅） ← 平日午後：ペラム・ベイ・パーク駅行き（86丁目駅）                                          |
| B1 | 南行緩行線                     | → 深夜帯：ニューロッツ・アベニュー駅行き（68丁目-ハンター・カレッジ駅）→ ブルックリン・ブリッジ-シティ・ホール駅行き（68丁目-ハンター・カレッジ駅）→ 平日午前：ブルックリン・ブリッジ-シティ・ホール駅行き（68丁目-ハンター・カレッジ駅）→ |
| B1 | 相対式ホーム、右側の扉が開く。 | |
| B2 | 北行急行線                     | ← 深夜帯以外：通過 |
| B2 | 南行急行線                     | → 深夜帯以外：通過 → |

この駅には2本の線路と2つの相対式ホームがある。急行線はホームの下の階にあるため、ホームから見ることはできない。
2003年の改築の後、ほとんどの古い電灯が撤去されたり、壁から外されたが、2019年現在でもわずかに残っている。両方のホームには急行線からの緊急非常口がある。
2004年にロバート・カッシュナーによる『4 Seasons Seasoned』という作品が設けられた。作品は4つの季節の気候をテーマにしており、改札の上の天井に展示されている。
レノックス・ヒル・ホスピタルとニューヨーク市立大学ハンター校社会学部が駅の近くにある。

### 出入口
| 位置                                         | 種類 | 数  | 連絡ホーム |
| -------------------------------------------- | ---- | --- | ---------- |
| レキシントン・アベニューと77丁目の交差点北西 | 階段 | 2本 | 南行       |
| レキシントン・アベニューと77丁目の交差点南西 | 階段 | 2本 | 南行       |
| レキシントン・アベニューと77丁目の交差点北東 | 階段 | 2本 | 北行       |
| レキシントン・アベニューと77丁目の交差点南東 | 階段 | 2本 | 北行       |

北行ホームの階段はレキシントン・アベニューと77丁目の交差点の東側、南行ホームの階段は西側に繋がっている。なお、両ホームをつなぐ改札内連絡通路はない。
現在は南行ホーム側のみ駅員が配置されている。かつては北行ホーム側にも配置されていたが駅事務室共々廃止された。

## ギャラリー

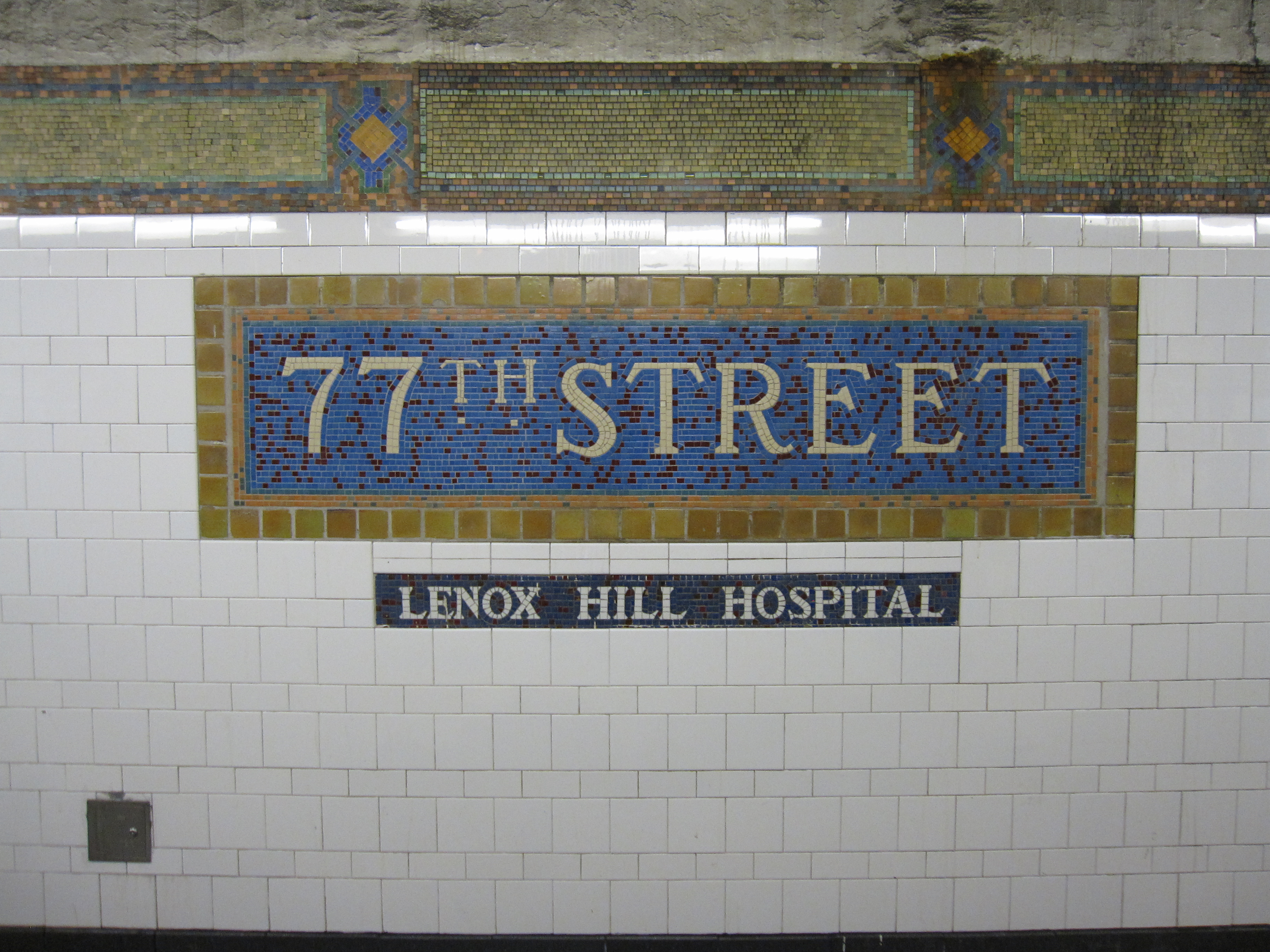
駅名標
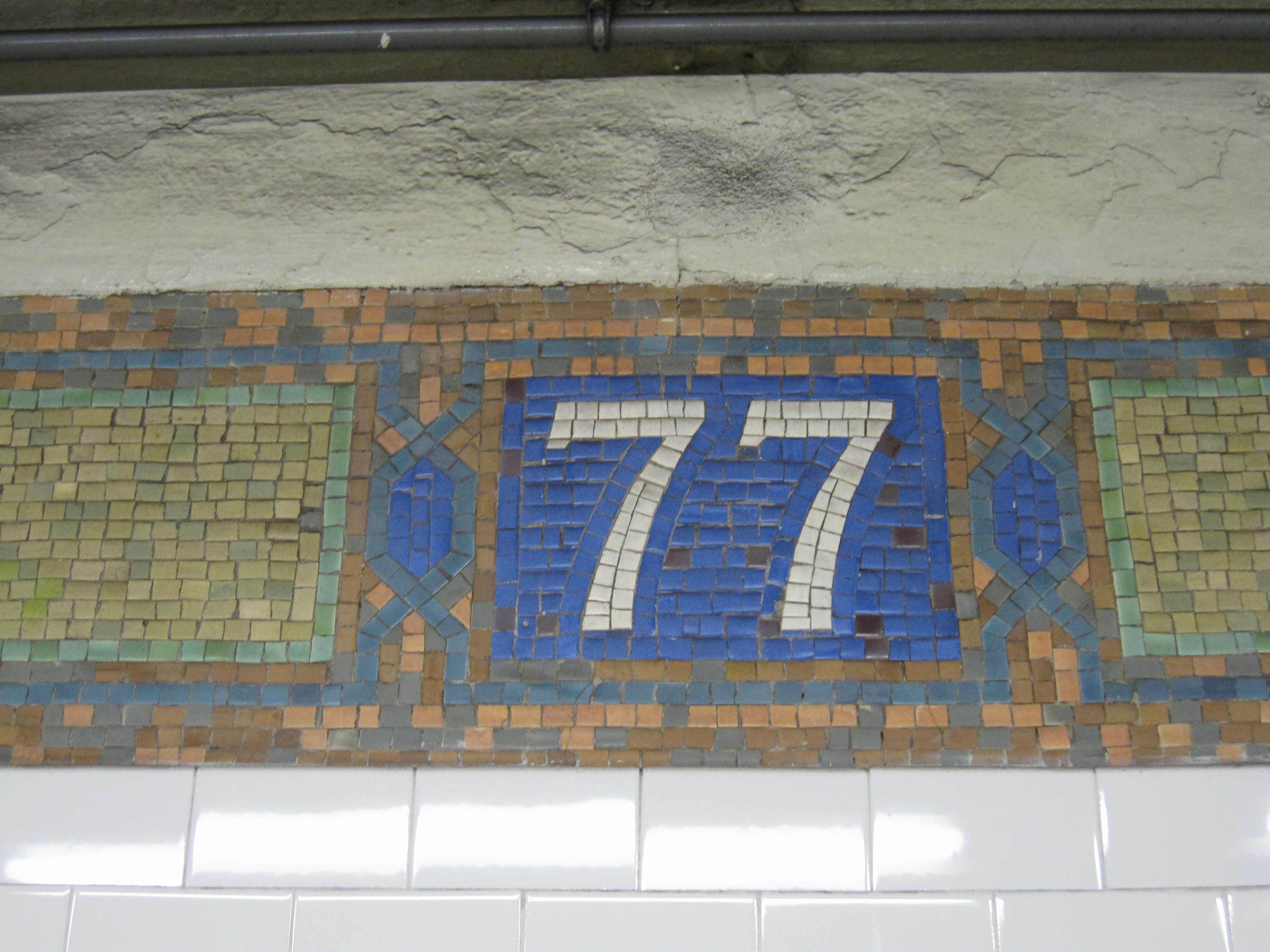
モザイク